# Academia Porteña del Lunfardo
Academia Porteña del Lunfardo este o instituție argentiniană având scopul de a studia jargoanele utizate de păturile inferioare ale populației din zona estuarului Río de la Plata. În limbajul local termenul „porteño” definește locuitorii orașului Rio de Janeiro. Argoul local, denumit „lunfardo”, utilizat inițial de criminalii din Buenos Aires s-a extins progresiv nu doar în întreaga zonă urbană Buenos Aires, ci și în Rosario și Montevideo, fiind în prezent utilizat de pături largi ale populației.
Academia a fost fondată la 21 decembrie 1962 la inițiativa scriitorilor José Gobello, Nicolás Olivari, Amaro Villanueva, Luis Soler Cañas și León Benarós.
Academia este o instituție privată care este finanțată cu contribuții făcute de cei interesați de acest argou. De-a lungul existenței sale, a editat cărți, pamflete și articole legate de lunfardo în special și cultura populară în general. De asemenea, oferă publicului servicii gratuite, cum ar fi accesul la biblioteca sa și la arhivele lexicale.

## Președinți
De la înființarea ei, Academia a fost condusă de umătorii președinți:
- José Barcia, 1962–1981.
- Marcos Augusto Moríningo, 1981–1985.
- Sebastián Piana, 1985–1994.
- José Gobello, 1995–2013.
- Otilia Da Veiga după 2014.

## Membri
Academia este compusă din academicieni titulari (académicos de número), care trăiesc Buenos Aires sau ăn împrejurimi, academicieni corespondenți, care trăiesc în restul țării sau îh străinătate și academiciehi emeriți, care sunt academicienii titulari care s-au retras din activitate.

### Membri titulari ai Academiei
Oscar del Priore (Președinte), Eduardo Rubén Bernal,(Secretar), Oscar Conde, Fernando Sánchez Zinny, Daniel Antoniotti, Edgardo Aníbal Cascante, Fernando Finvarb, Carlos Alberto Casellas, Irene Amuchástegui, Adrián Placenti, Enrique Alberto Fraga, Matías Mauricio, José Manuel Cataldo, Gabriel Soria, Gustavo Varela, Liliana Barela, Luis Brandoni, Adrián Placenti, Ema Cibotti, Guillermo Elías, Rodolfo Lammardo, Luis Longhi, Adrián Muoyo, Alejandro Vaccaro, Marina Cañardo, Dulce María Dalbosco, Marcelo Weissel, Teresita Lencina, Santiago Kalinowski.

### Membri emeriți ai Academiei
Miguel Ángel Lafuente, Luis Alposta, Aníbal O. Claisse, Natalio P. Etchegaray, Carlos Cañás, Otilia Da Veiga.

### Membri de onoare ai Academiei
Alfredo A. Astarita.

### Membri corespondenți ai Academiei
Osvaldo Guglielmino (Pehuajó, Argentina), Günther Haensch (Augsburg, Germania), Héctor César Izaguirre (Concepción del Uruguay, Argentina), Clark M. Zlotchew (Fredonia, Statele Unite), José Manuel de Lara (Huelva, Spania), Javier Barreiro (Zaragoza, Spania), Boris Puga (Montevideo, Uruguay), Delia Hufton (Milpitas, California, Statele Unite), Hugo Nario (Tandil, Argentina), Zygmunt Wojski (Wroclaw, Polonia), Anxo Tarrío Varela (Santiago de Compostela, Spania), Isaac Otero (Vigo, Spania), Susana Martorell de Laconi (Salta, Argentina), Elsa Baroni de Barreneche (Montevideo, Uruguay), Néstor Luis Cordero (París, Franța), Mario Broeders (East Northport,Statele Unite), Roberto Bianco (Montevideo, Uruguay), Ángel Bonifaz Ezeta (Cuernavaca, México), Carlos G. Groppa (Los Angeles, Statele Unite), Juan Carlos Ghioni (Junín, Argentina), Silvio Finkelstein (Montreal, Canadá), Jaqueline Balint de Zanchetta (Brest, Franța), Marcelo Gobello (Mar del Plata, Argentina), Carlos Armando Costanzo (Chivilcoy, Argentina), Rolf Kailuweit (Friburgo, Germania), Bernardo Poblet (San Miguel del Monte, Argentina), Hernán Sotullo (Trenque Lauquen, Argentina), Georges Galopa (Andolsheim, Franța), Arturo Pérez-Reverte (Madrid, Spania), Joanna Nowak (Poznam, Polonia), Walter Cazenave (Santa Rosa, Argentina), Marilyn Miller (New Orleans, Statele Unite), Françoise Prioul (París, Franța), Sabatino Annecchiarico (Varese, Italia).

### Membri titulari decedați ai Academiei
José Gobello, Joaquín Gómez Bas, Nicolás Olivari, Francisco L. Romay, Amaro Villanueva, Ricardo M. Llanes, Enrique R. Del Valle, Arturo Lagorio, César Tiempo, Alejandro Berruti, Sebastián Piana, Juan Bautista Devoto, Julio César Ibáñez, Antonio J. Bucich, Juan Oscar Ponferrada, Enrique Horacio Puccia, Francisco P. Laplaza, Bernardo Verbitsky, Marcos Augusto Morínigo, Edmundo Rivero, Manuel Augusto Domínguez, Jorge Alberto Ferreira, Luis Melquíades Bernaldo de Quirós, Martín Darré, Daniel Giribaldi, Argentino Jorge Landaburu, Francisco Reyes, Luis Ordaz, Vicente Osvaldo Cutolo, Roberto Tálice, Beba Bidart, Carlos García, José Luis Trenti Rocamora, Ricardo Ostuni, Jorge Palacio (Faruk), Jorge Waisburd, Aníbal Lomba, Horacio Ferrer, Ben Molar, Héctor Negro, Roberto Selles, Susana Freire.

### Membri emeriți decedați ai Academiei
León Benarós, Luis Soler Cañas, Juan Carlos Lamadrid, Luciano Payet, Ernesto Temes, José Barcia, Arturo López Peña, Luis Alfredo Sciutto, Lorenzo Stanchina, Santiago Ganduglia, Tomás de Lara, Cátulo Castillo, Jorge Alberto Bossio, Luis Adolfo Sierra, Arturo Berenguer Carisomo, Enrique Grande, Nyda Cuniberti, Héctor A. Chaponick, Amalia Sánchez Sívori, Enrique de Gandía, Adolfo Enrique Rodríguez, Miguel Unamuno, Hipólito J. Paz, Oscar Vázquez Lucio (Siulnas), Orlando Mario Punzi, José María Peña, Cora Cané, Ángel Héctor Azeves, Enrique Mario Mayochi, Norberto Pagano, Luis Ricardo Furlan, Horacio Salas.

### Membri de onoare decedați ai Academiei
Néstor J. A. Piombo, Félix Coluccio, Raúl Andrade, Luis Zorz, Marcos Blum.

### Membri corespondenți decedați ai Academiei
Eduardo Giorlandini, Álvaro Yunque, Fernán Silva Valdés, Santiago Dallegri, Antonio Rubén Turi, Osvaldo Capellini Borges, Giovanni Meo Zilio, Julio Ricci, Juan Carlos Marambio Catán, Luis Rebuffo, Víctor Soliño, Camilo José Cela, Federico E. Pais, Tomás Buesa Oliver, Yoyi Kanematz, Aníbal De Antón, Pedro Llorens, Julio María Aguirre, José María Plaza, Gaspar J. Astarita, Simon Collier, Teddy Peiró, Alejandro González Polo, Nardo Zalko, Philippe Cahuzac, Miguel Ángel Andreetto, Héctor Balsas, Efraín U. Bischoff, Beatriz Varela, Armando Del Fabro, Oscar Izurieta, Luciano Londoño López, Carlos Sforza.